# Weirdsister College
Weirdsister College ist eine Fortsetzung der britischen Kinderserie Eine lausige Hexe (The Worst Witch) und basiert lose auf der gleichnamigen Buchreihe von Jill Murphy. Die Serie wurde auf ITV zwischen dem 28. November und dem 14. Dezember 2001 ausgestrahlt. Darin werden Elemente der Fantasie, Magie und des Abenteuer für die Zielgruppe jugendlicher Zuschauer kombiniert.
Weirdsister College hat dazu beigetragen, das Universum von The Worst Witch zu vertiefen und die Welt der Hexerei und Magie weiter auszubauen. Die Serie hat im Laufe der Zeit eine wachsende Fangemeinde gefunden und wird nach wie vor von Fans geschätzt und in Ehren gehalten.

## Handlung
Die Handlung von Weirdsister College stellt im Allgemeinen eine Fortsetzung der Ereignisse in Eine lausige Hexe (The Worst Witch) dar. Nachdem die junge Hexe Mildred Hubble ihre Ausbildung an der Miss Cackle’s Academy abgeschlossen hat, beginnt sie ihr Studium am Weirdsister College in London. Diese Hochschule für Magie ist dafür bekannt, angehenden Hexen und Zauberern die Möglichkeit zu bieten, ihre Fähigkeiten zu verfeinern und erweitern. Die Serie begleitet Mildreds Abenteuer, ihre neuen Freundschaften und die Herausforderungen des College-Lebens. Dabei erforscht sie ihre eigenen magischen Kräfte und gerät oft in komische und magische Missgeschicke.

## Besetzung
Die Hauptrolle der Serie, „Mildred Hubble“, wird von Georgina Sherrington gespielt. Mildred ist eine charmante und sympathische Hexe, die jedoch oft tollpatschig ist und in verschiedene unerwartete Situationen gerät. Felicity Jones verkörpert „Ethel Hallow“, eine begabte und ehrgeizige Hexe, die sich häufig in Konflikt mit Mildred befindet und um Anerkennung kämpft. Die exzentrische Mitbewohnerin von „Mildred“, „Cas Crowfeather“, wird von Abeille Gélinas gespielt. „Cas“ zeichnet sich durch ihre unkonventionelle Denkweise und ihr eigenwilliges Verhalten aus. Die Rolle der geheimnisvollen Schulleiterin des Weirdsister College, „Alicia Thunderblast“, wird von Charmian May verkörpert. „Thunderblast“ besitzt eine lange Geschichte in der Hexerei und hütet viele Geheimnisse.
| Rollenname          | Schauspieler         | Folgen          |
| ------------------- | -------------------- | --------------- |
| Mildred Hubble      | Georgina Sherrington | 1–13            |
| Azmat Madari        | Sacha Dhawan         | 1–13            |
| Cas Crowfeather     | Abeille Gélinas      | 1–13            |
| Ethel Hallow        | Felicity Jones       | 1–13            |
| Tim Wraithewight    | Kent Riley           | 1–13            |
| Nick Hobbes         | Bobby Barry          | 1–9, 11–13      |
| Alicia Thunderblast | Charmian May         | 1–7, 10–13      |
| Ben Stemson         | Christian Coulson    | 2, 4–13         |
| Jenny Wendle        | Jaye Griffiths       | 1, 3, 5–13      |
| Der Käfer           | Jenny Galloway       | 1–6, 9–11, 13   |
| Andy Starfinder     | Eric Loren           | 2–5, 7–8, 12–13 |
| Jonathan Shakeshaft | John Rogan           | 1–4, 7, 11–13   |
| Elaine Stemson      | Heather Wright       | 4–5, 8, 12–13   |
| Deirdre Swoop       | Stephanie Lane       | 1–2, 5, 9       |
| Guy de Malfeasant   | Milo Twomey          | 11–13           |
| Miss Hardbroom      | Kate Duchêne         | 1               |
| Enid Nightshade     | Jessica Fox          | 10              |
| Alison              | Tara Hayes           | 11              |
| Josie Foster        | Gillian Hanna        | 1 Folge         |
| Young Shaky         | Nick Haverson        | 11              |
| Azmats Granny       | Surendra Kochar      | 1               |
| Die Tierärztin      | Kitty Martin         | 8               |
| Joe Denton          | David Sterne         | 6               |
| Der Wasserspeier    | Jimmy Vee            | 3               |
| Herr Turpin         | Harry Miller         | 4               |

## Staffeln

### Episoden der 1. Staffel
Die Serie besteht aus einer Staffel mit insgesamt 13 Episoden. Jede Episode präsentiert ein neues Abenteuer oder eine neue Herausforderung, der sich „Mildred“ und ihre Freunde stellen müssen. Die Episoden beleuchten verschiedene Aspekte des College-Lebens, von intensiven magischen Studien über den Aufbau von Freundschaften bis hin zu amüsanten Missgeschicken, die oft mit Magie zu tun haben.
| Nr. (ges.) | Nr. (St.) | Deutscher Titel            | Originaltitel          | Erstausstrahlung GB | Deutschsprachige Erstausstrahlung (D) |
| ---------- | --------- | -------------------------- | ---------------------- | ------------------- | ------------------------------------- |
| 1          | 1         | Willkommen auf Weirdsister | The All-Seeing Eye     | 28. Nov. 2001       | 28. Apr. 2003                         |
| 1          | 2         | Freitags nie               | Never On Friday        | 29. Nov. 2001       | 29. Apr. 2003                         |
| 1          | 3         | Der Gargoyle               | The Gargoyle           | 30. Nov. 2001       | 30. Apr. 2003                         |
| 1          | 4         | Geldsorgen                 | The End Of Misery’s    | 3. Dez. 2001        | 2. Mai 2003                           |
| 1          | 5         | Überlastet                 | All That Jazz          | 4. Dez. 2001        | 5. Mai 2003                           |
| 1          | 6         | Der Traumfänger            | Dreamcatcher           | 5. Dez. 2001        | 6. Mai 2003                           |
| 1          | 7         | Foster-freie Magie         | Dr. Foster, I Presume! | 6. Dez. 2001        | 7. Mai 2003                           |
| 1          | 8         | Der siebte Sinn            | The Seventh Sense      | 7. Dez. 2001        | 8. Mai 2003                           |
| 1          | 9         | Der Goldene Hexenkessel    | The Golden Cauldron    | 10. Dez. 2001       | 9. Mai 2003                           |
| 1          | 10        | Gute Freunde               | Good Friends           | 11. Dez. 2001       | 12. Mai 2003                          |
| 1          | 11        | Shakys große Liebe         | Shaky Foundations      | 12. Dez. 2001       | 13. Mai 2003                          |
| 1          | 12        | Die Stimme                 | The Whisperer          | 13. Dez. 2001       | 14. Mai 2003                          |
| 1          | 13        | Das Tor zur Macht          | The Gate Of Power      | 14. Dez. 2001       | 15. Mai 2003                          |

### 2. Staffel
Für die Absage einer zweiten Staffel von Weirdsister College sprachen mehrere Faktoren. Die Gesamtkosten für die erste Staffel waren aufgrund der hohen Kosten für die Dreharbeiten an der University of Cambridge zu hoch. Zweitens erreichte Weirdsister College nicht genügend Popularität und Zuschauerzahlen für eine zweite Staffel, was unter anderem daran lag, dass viele der ursprünglichen Zuschauer von The Worst Witch entweder das Interesse verloren hatten oder zu alt für die Serie waren. Der dritte Grund für die Absage waren die gemischten Kritiken, die eine Zustimmungsrate von weniger als 45 % aufwiesen. Daher wurde die Show im Januar 2002 stillschweigend abgesagt.